# Шампиньоль (Кот-д’Ор)
Шампиньо́ль (фр. Champignolles) — коммуна во Франции, находится в регионе Бургундия. Департамент коммуны — Кот-д’Ор. Входит в состав кантона Арне-ле-Дюк. Округ коммуны — Бон.
Код INSEE коммуны 21140.

## Население
Население коммуны на 2010 год составляло 70 человек.
| 1962 | 1968 | 1975 | 1982 | 1990 | 1999 | 2010 |
| ---- | ---- | ---- | ---- | ---- | ---- | ---- |
| 112  | 105  | 105  | 108  | 84   | 78   | 70   |

## Экономика
В 2010 году среди 52 человек трудоспособного возраста (15-64 лет) 44 были экономически активными, 8 — неактивными (показатель активности — 84,6 %, в 1999 году было 68,1 %). Из 44 активных жителей работали 42 человека (23 мужчины и 19 женщин), безработных было 2 (0 мужчин и 2 женщины). Среди 8 неактивных 3 человека были учениками или студентами, 3 — пенсионерами, 2 были неактивными по другим причинам.